# 桑德斯通鎮區 (明尼蘇達州派恩縣)
桑德斯通鎮區（英語：Sandstone Township）是位於美國明尼蘇達州派恩縣的一個行政鎮區。

## 地方資料
桑德斯通鎮區的面積為157.63平方千米，當中陸地面積為156.91平方千米，而水域面積為0.72平方千米。根據2020年美國人口普查的數據，當地共有人口805人，而人口密度為每平方千米5.11人。